# NGC 7612
NGC 7612 é uma galáxia lenticular (S0) localizada na direcção da constelação de Pegasus. Possui uma declinação de +08° 34' 37" e uma ascensão recta de 23 horas, 19 minutos e 44,1 segundos.
A galáxia NGC 7612 foi descoberta em 26 de Maio de 1863 por Heinrich Louis d'Arrest.